# Linia kolejowa Dęby – Łomża Wąskotorowa
Linia kolejowa Dęby – Łomża Wąskotorowa – zlikwidowana w 1973 roku wąskotorowa linia kolejowa łącząca stację Dęby ze stacją Łomża Wąskotorowa.

## Historia
Linia została otwarta w 1915 roku. Rozstaw szyn wynosił 600 mm. W 1945 roku linia stała się nieprzejezdna przez zerwanie mostu na Narwi (odcinek Morgowniki – Nowogród). Most odbudowano przed 1950 rokiem. 1 kwietnia 1973 roku nastąpiło zamknięcie dla ruchu pasażerskiego i towarowego i w tym samym roku linię fizycznie zlikwidowano.